# Lysmata seticaudata
El camarón limpiador del Caribe (Lysmata seticaudata) es una especie de camarón limpiador de la familia Lysmatidae, orden Decapoda. Es una gamba omnívora, que se alimenta generalmente de parásitos y tejidos muertos. Se ha podido observar que los peces con parásitos acuden a "estaciones de limpieza" en los arrecifes. Allí ciertas especies de peces y varias especies de camarones limpiadores acuden en gran cantidad a ayudar a los peces infestados pudiendo incluso entrar en la boca y hasta en la cavidad de las agallas, sin ser devorados. 

## Morfología
Su coloración es similar a la de Lysmata grabhami y Lysmata wurdemanni.

## Distribución
Esta camarón habita en las arenosas costas del Caribe.